# Anomis guttanivis
Anomis guttanivis är en fjärilsart som beskrevs av Walker 1857. Anomis guttanivis ingår i släktet Anomis och familjen nattflyn. Inga underarter finns listade i Catalogue of Life.